# NGC 7559A
NGC 7559A is een elliptisch sterrenstelsel in het sterrenbeeld Pegasus. Het hemelobject werd op 19 oktober 1784 ontdekt door de Duits-Britse astronoom William Herschel.

## Synoniemen
- UGC 12463
- MCG 2-59-14
- ZWG 431.28
- PGC 70864